# ريكاردو كاردوسو كيمارايس
ريكاردو كاردوسو كيمارايس (بالبرتغالية: Ricardo Cardoso Guimarães) (4 أكتوبر 1959 في البرازيل - ) هو صحفي ومدرب كرة سلة ولاعب كرة سلة برازيلي في مركز مدافع مسدد الهدف، شارك في الألعاب الأولمبية الصيفية 1980 ودورة الألعاب الأمريكية 1987 ودورة الألعاب الأمريكية 1983 وبطولة أمم الأمريكتين لكرة السلة 1988 والألعاب الأولمبية الصيفية 1984 والألعاب الأولمبية الصيفية 1988 وبطولة أمم الأمريكتين لكرة السلة 1984 وبطولة أمم الأمريكتين لكرة السلة 1989 والألعاب الأولمبية الصيفية 1992 وبطولة أمم الأمريكتين لكرة السلة 1992 وبطولة كأس العالم لكرة السلة 1990 وبطولة كأس العالم لكرة السلة 1982.

## وصلات خارجية
- ريكاردو كاردوسو كيمارايس على موقع الاتحاد الدولي لكرة السلة (الإنجليزية)
- ريكاردو كاردوسو كيمارايس على موقع الاتحاد الدولي لكرة السلة (الإنجليزية)
- ريكاردو كاردوسو كيمارايس على موقع سبورتس رفرنس (الإنجليزية)
- ريكاردو كاردوسو كيمارايس على موقع أوليمبيديا (الإنجليزية)